# План Киркбрайда

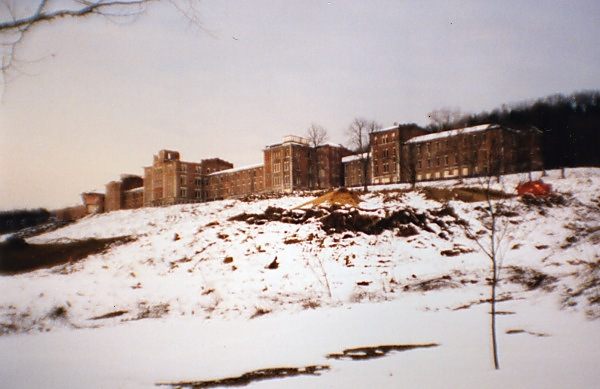
Заброшенный Dixmont State Hospital. Построен в 1862 году, к началу XX века здесь проживали около 1200 пациентов.

План Киркбрайда — архитектурная схема зданий для содержания душевнобольных, предложенная американским психиатром Томасом Киркбрайдом (1809—1883) в середине XIX века.
В первой половине века граждане США, страдающие от психических расстройств, содержались в тюрьмах, частных домах, подвалах общественных зданий, зачастую в ужасающих условиях. Благодаря деятельности активистов, таких как Доротея Дикс, были созданы первые крупные госпитали, финансируемые отдельными штатами. Это были первые заведения в США, целью которых была не изоляция, а попытка лечения болезней психики.
В сороковые годы суперинтенданты нескольких госпиталей объединились в ассоциацию (англ. Association of Medical Superintendents of American Institutions for the Insane), с целью улучшения терапии пациентов. Как самый авторитетный заведующий клиникой, Киркбрайд был избран Ассоциацией для составления плана, по которому должны были строиться новые госпитали.
Архитектурные требования к новым крупным зданиям, предложенные Киркбрайдом и одобренные Ассоциацией, опирались на теорию «моральной терапии» (англ. Moral Treatment). Палаты госпиталя должны были линейно расходиться от центрального здания, чтобы предоставить максимальное освещение и приток свежего воздуха и способствовать скорейшему выздоровлению.
Среди 26 пунктов Плана было требование о максимальной верхней границе численности пациентов. В каждом госпитале должно было быть не более 250 больных, для того, чтобы у врачей была возможность индивидуальной работы с каждым из них. Это условие было наиболее сложным, и его в итоге не удалось соблюсти — штатами возводились всё более крупные госпитали, чьё население порой составляло тысячи человек.
К концу XIX века во многих штатах уже были выстроены «здания Киркбрайда». Они были очень крупными, и порой врачу требовалось более десяти минут идти от одного края госпиталя до другого. Росли и затраты на содержание. Вопреки стремлению Киркбрайда к простоте, последующие архитекторы создавали порой настоящие викторианские дворцы, однако внешнее благолепие слабо влияло на уровень терапии и условия содержания многочисленных пациентов. К началу XX века стало ясно, что «целебные» здания на лоне природы сами по себе не исцеляют, и большинство клиник были заброшены либо проданы.

## Статус
В общей сложности 73 известных больницы плана Киркбрайда были построены по всей территории Соединенных Штатов в период с 1845 по 1910 год. По состоянию на 2016 год примерно 33 из этих идентифицированных больничных зданий плана Киркбрайда все еще существуют в некоторой степени в своем первоначальном виде: 24 были сохранены, что указывает на то, что здание все еще стоит и все еще используется, по крайней мере, частично. 11 из 24 сохраненных объектов получили вторичные коды состояния ухудшения, пустоты, частичного сноса или их комбинации, в то время как остальные девять были адаптивно использованы повторно. Из 40 больничных зданий, которые больше не существуют (либо в результате сноса, либо в результате разрушений в результате стихийных бедствий, таких как землетрясения), 26 были снесены, чтобы быть замененными новыми объектами.